# Władysław Jung
Władysław Jan Jung (ur. 23 czerwca 1870 w Gorlicach, zm. 1 stycznia 1940 we Lwowie) – generał dywizji Wojska Polskiego, kawaler Orderu Virtuti Militari.

## Życiorys
Od dziecka kształcił się w szkołach wojskowych w Koszycach. W 1888 ukończył Wojskową Wyższą Szkołę Realną w Hranicach na Morawach. Następnie odbył studia na Wydziale Artylerii Akademii Wojskowo-Technicznej w Wiedniu. Mieszkał w Krakowie, a wakacje spędzał we Lwowie.
W 1891 otrzymał nominację na stopień podporucznika i został oficerem zawodowym armii austriackiej. Przeszedł kolejne szczeble dowódcze w jednostkach wojskowych. W 1904 został awansowany do stopnia kapitana. W 1908 służył w pułku armat polowych nr 1 w Krakowie, dowodzonym przez podpułkownika Aleksandra Truszkowskiego, późniejszego tytularnego generała dywizji WP. W latach 1914–1915 – w stopniu majora – brał udział w walkach na froncie rosyjskim. Od 1916 do 1917 już jako pułkownik dowodził pułkiem armat polowych nr 24 (byłym pułkiem armat polowych nr 30) na froncie rumuńskim. W 1918 był dowódcą brygady artylerii na froncie włoskim i tam w listopadzie dostał się do niewoli.
W grudniu 1918 wyjechał do Francji i do stycznia 1919 poszerzał wiedzę na kursie artylerii w Le Maris. Po jego zakończeniu wstąpił do Armii Polskiej dowodzonej przez gen. Józefa Hallera. W lutym został dowódcą 1 pułku artylerii polowej. 2 kwietnia przekazał jednostkę pod dowództwo ppłk. Mikołaja Gomólickiego, a sam objął stanowisko dowódcy I Brygady Artylerii.
Od października 1919 do kwietnia 1920 pełnił funkcję dowódcy VII Brygady Artylerii, a także inspektora artylerii 2 Armii. 1 maja 1920 został zatwierdzony z dn. 1 kwietnia w stopniu generała podporucznika. Walczył w wojnie polsko-bolszewickiej. Od kwietnia 1920 do czerwca 1924 był dowódcą 15 Dywizji Piechoty. Pozostając na tym stanowisku, w 1921 wszedł w skład Polskiej Misji Wojskowej, a w późniejszym czasie ukończył kurs dla wyższych dowódców.
31 marca 1924 Prezydent RP Stanisław Wojciechowski na wniosek ministra spraw wojskowych, gen. dyw. Władysława Sikorskiego, awansował go na stopień generała dywizji ze starszeństwem z dniem 1 lipca 1923 i 8. lokatą w korpusie generałów. Od czerwca 1924 do lipca 1926 sprawował funkcję dowódcy Okręgu Korpusu Nr IV w Łodzi, a od lipca 1926 dowódcą Okręgu Korpusu Nr II w Lublinie. 9 października 1928 roku został zwolniony ze stanowiska, a z dniem 30 listopada tego roku przeniesiony w stan spoczynku. 20 marca 1929 roku wraz z małżonką wyjechał z Lublina.
Przed wyborami do Rady Miasta Krakowa z 1938 został wiceprezesem Prezydium Polskiego Bloku Katolickiego. Przed II wojną światową mieszkał w Krakowie z żoną, Seweryną z Mochnackich. Agresja Niemiec na Polskę zastała go na wakacjach w Buczaczu, skąd dotarł do Lwowa, zamierzając następnie dostać się do Krakowa, żeby zabezpieczyć dom i majątek. Po kapitulacji Lwowa pozostał w nim do grudnia 1939, a następnie podjął nieudaną próbę przekroczenia sowiecko-niemieckiej linii demarkacyjnej. W rejonie Rawy Ruskiej zatrzymali go sowieccy strażnicy. Nie został jednak rozpoznany. Podawał się za emerytowanego profesora Uniwersytetu Jagiellońskiego. Przetrzymywany w szopie, doznał odmrożeń, których skutkiem była gangrena obu stóp. Mimo że przewieziono go do szpitala we Lwowie, wkrótce zmarł. Został pochowany na tamtejszym Cmentarzu Łyczakowskim.

## Awanse
- Podporucznik (Leutnant) – 1 września 1891
- Porucznik (Oberleutnant) – 1 maja 1895
- Kapitan (Hauptleute) – 1 listopada 1904
- Major (Major) – 1 listopada 1914
- Podpułkownik (Oberstleutnant) – 1 sierpnia 1916
- Pułkownik (Oberst) –
- Generał podporucznik – zatwierdzony 1 maja 1920 z dn. 1 kwietnia 1920
- Generał brygady – 3 maja 1922 zweryfikowany ze starszeństwem z dn. 1 czerwca 1919
- Generał dywizji – 31 marca 1924 ze starszeństwem z dn. 1 lipca 1923 i 8. lokatą w korpusie generałów

## Ordery i odznaczenia
- Krzyż Srebrny Orderu Wojskowego Virtuti Militari (13 maja 1921)[6][7]
- Krzyż Komandorski Orderu Odrodzenia Polski (2 maja 1923)[6][8][9]
- Krzyż Walecznych trzykrotnie (po raz 2 i 3 w 1921)[6][10]
- Medal Pamiątkowy za Wojnę 1918–1921[6]
- Medal Dziesięciolecia Odzyskanej Niepodległości[6]
- Miecze Hallerowskie[11]
- Krzyż Komandorski Orderu Legii Honorowej (Francja, 1921)[6][12]